# 우주제국 잔갸크
우주제국 잔갸크(일본어: 宇宙帝国ザンギャック 우추테이코쿠 잔갸쿠[*])는 일본 토에이의 35번째 슈퍼 전대 시리즈 《해적전대 고카이저》에 등장하는 악역 집단으로, 지구를 침략하려 하나 고카이저와 대립한다.

## 개요
잔갸크 군단은 5년 전에 지구에 그들의 제국을 세우기 위하여 지구를 침략했다. 그러나 34 슈퍼 전대와의 싸움, 레전드 대전 (일본어: レジェンド大戦 레젠도 타이센[*])에서 패배하여 격퇴당했다. 5년 후 다시 지구를 침략하려는 잔갸크는, 기간트 호스 (Gigant Horse, 일본어: ギガントホース 기간토 호스[*])라는 거대한 우주선을 자신들의 근거지로 삼고 있다.

## 아크도스 길
황제 아크도스 길은 사령관 왈즈 길의 아버지이자 우주제국 잔갸크의 황제이다. 왈즈 길이 패배한 뒤 직접 전선에 나서게 되었다.
아크도스 길의 목소리는 오가와 신지가 연기했다.

## 왈즈 길
사령관 왈즈 길 (Oiles Gil, 일본어: 司令官ワルズ・ギル 시레이칸 와루즈 기루[*]) 또는 와르즈 길은 잔갸크의 젊은 황태자으로, 잔갸크의 총사령관이다. 엘리트 의식이 강하며, 거만한 성격으로 묘사된다. 지구와 달 사이에 기간트 호스를 정박시키고, 지구 정복을 노리고 있다.
왈즈 길의 목소리는 노지마 히로후미(일본어: 野島 裕史)가 연기했다.

## 다마라스
참모장 다마라스 (Damaras, 일본어: 参謀長ダマラス 산보초 다마라스[*])는 일명 최고위 전사 (일본어: 最強格の戦士 사이쿄카쿠노 센시[*])라 불릴 정도로 강력한 힘과 냉철한 두뇌를 가진 잔갸크의 전사이다. 잔갸크 군단의 두 번째 서열로, 왈즈 길을 돕고 있다.
다마라스의 목소리는 이시이 코지(일본어: 石井 康嗣)가 연기했다.

## 인산
개발기술관 인산 (Insarn, 일본어: 開発技官インサーン 카이하츠키칸 인산[*])은 잔갸크의 광적 과학자로, 행동대장들에게 강력한 무기를 제공하거나 그들을 개조한다. 특수한 에너지 총을 사용하여 행동대장을 거대화할 수 있다.
인산의 목소리는 이노우에 키쿠코(일본어: 井上 喜久子 이노우에 키쿠코[*])가 연기했다.

## 바리조그
특무사관 바리조그 (Barizorg, 일본어: 特務士官バリゾーグ 특무사관 바리조그[*])는 왈즈 길에게 개조된 전신 기계형 사이보그이다. 원래 바리조그는 조에게 검술을 가르쳐 준 선배 "시드 버믹" (Sid Bamick, 일본어: シド・バミック 시도 바밋쿠[*])이라는 사람으로, 조와 함께 잔갸크에서 탈출해 저항하다 체포되어  사이보그로 개조 및 세뇌당해 왈즈길 에게 충성을 맹세하는 존재가 된다.
바리조그의 목소리, 시드 버믹은 《초성함대 세이저》에서 애드/이글 세이저를 연기했던 신도 가쿠(일본어: 進藤 学)가 연기했다.

## 바스코 타 조로키아
바스코 타 조로키아 (Basco ta Jolokia, 일본어: バスコ・タ・ジョロキア 바스코 타 조로키아[*])는 애완 원숭이 사리와 함께 사략선을 모는 사람으로, 마벨러스와 함께 아카 레드의 붉은 해적단 밑에서 활동했으나 레인저 키에 욕심을 가지게 되어 붉은 해적단을 배반하고 잔갸크와 손을 잡는다. 그로 인해 붉은 해적단은 궤멸하고, 마벨러스는 바스코를 원수같이 여기게 되었다. 나팔을 통해 레인저 키를 실체화하는 능력을 지니고 있으며, 원숭이 사리도 몸 속에서 거대 전투 의사 생명체를 꺼내는 능력을 지니고 있다. 마벨러스에게 접근하여 마벨러스의 동료들을 인질로 삼아 레인저 키를 내놓을 것을 강요하고, 신전사의 레인저 키를 빼앗긴 뒤에도 울자드 파이어를 비롯한 추가 전사들의 레인저 키를 사용하여 슈퍼 전대의 위대한 힘을 가로채려고 하나 매번 실패한다.

## 스고민
부사관 스고민 (Sugormin, 일본어: 下士官スゴーミン 카시칸 스고민[*])은 고민 (Gormin)들을 이끄는 부사관이다.
스고민의 목소리는 시모야마 요시미츠(일본어: 下山 吉光)가 연기했다.

## 고민
병대 고민 (Gormin, 일본어: 兵隊ゴーミン 헤이타이 고민[*])은 잔갸크의 병정들로, 인산이 제공한 무기들을 들고 있다.

## 행동대장
행동대장(일본어: 行動隊長 코도 타이초[*])들은 잔갸크의 외계 괴인들이다.
- 시카바넨(일본어: シカバネン): 시카바넨은 잔갸크의 선봉대로서 지구에 첫 발을 내딛은 행동대장이다.[8] 시카바넨의 목소리는 오타 테츠하루(일본어: 太田 哲治)가 연기했다.
- 본건(일본어: ボンガン): 두 번째로 등장한 행동대장으로, 다른 생명체가 몸에 공생하고 있던 우주인이다. 바이오 배양 개조수술을 받아, 전신에 붉은 바이오 배양 캡슐이 장착되어 있다. 캡슐의 사악한 생물의 체온에서 에너지를 대량 섭취하여 이를 증폭시킨 후 바이오 라이플로 발사하여 적을 공격한다.[9] 본건의 목소리는 히로타 코세이(일본어: 廣田 行生)가 연기했다.
- 샐러맨덤(일본어: サラマンダム 사라만다무[*]): 화산 행성 출신으로, 폭발적인 초고열 에너지를 발산하는 피하조직을 가지고 있다. 개조 수술을 받아, 생긴 열전도 플라그를 거쳐 자신의 초고열을 대지에 전도하는 것으로, 지면에서 마그마를 분출시켜 주위를 용암으로 뒤덮는 힘을 가지게 되었다. 마지레인저로 변신한 고카이저에게 패배한 뒤 거대화했으나, 결국 마지 고카이오에게 죽음을 당했다.[10] 샐러맨덤의 목소리는 아마다 마스오(일본어: 天田 益男)가 연기했다.
- 조드마스(일본어: ゾドマス 조도마스[*]): 자유자재로 근육을 조종하여 여러 형태의 검술을 구사하는 우주인이다. 근육을 강화하여 잔상참격근을 주입하는 개조 수슬을 받았다. 고카이 블루의 오도류(五刀流) 블루 슬래시 어택에 패배한 뒤 거대화했으나, 결국 마지 고카이오에게 죽음을 당했다.[11] 조드마스의 목소리는 이시카와 히데오(일본어: 石川 英郎)가 연기했다.
- 브람드(일본어: ブラムド 부라무도[*]): 트리거 행성 출신 (일본어: トリガー星人 토리가 세이진[*])으로, SPD로부터 지명수배 대상이었다. 특수한 발화(發火) 신경을 가지고 있어, 온몸에 직접 장착한 각종 화기들을 다루어 싸우는 우주인이다. 발화 신경을 강화하여 자유자재로 권총을 사용할 수 있도록 하는 개조 수술을 받았다. 데카레인저로 변신한 고카이저에게 패배한 후 거대화했으나, 결국 데카 고카이오에게 죽음을 당했다.[12] 브람드의 목소리는 키리이 다이스케(일본어: 桐井 大介 기리이 다이스케[*])가 연기했다.
- 나노나노다(일본어: ナノナノダ): 몸의 껍질 부분으로 빛을 굴절시켜, 카멜레온처럼 보호색을 만들어 자신의 몸을 숨기는 능력을 지닌 우주인이다. 몸의 껍질 부분을 강화하여, 육체를 100% 완전히 투명하게 바꿀 수 있도록 개조 수술을 받았다. 또한 왼쪽 팔에 에너지 바주카를 장착시키는 개조 수술도 받아, 모든 것을 불태우는 열선을 쏠 수 있게 되었다. 고카이저의 파이널 웨이브에 쓰러진 후 거대화했으나, 결국 데카 고카이오에게 죽음을 당했다.[13] 나노나노다의 목소리는 타카기 와타루(일본어: 高木 渉)가 연기했다.
- 파차카마크 13세 (Pachacamac XIII, 일본어: パチャカマック13世 파차카맛쿠 주산사이[*]): 파차카마크 12세의 아들이다. 원래 행성의 힘과 중력이 담긴 팔을 이용하는 우주권법을 구사하는 우주인이었다. 중력의 팔을 강화하여 무기를 흡착하는 흡인력을 가질 수 있도록 개조 수술을 받아, 신축자재로 이루어진 거대한 팔을 통해 전자포를 발사하는 "우주과학권법 전자포" (일본어: 宇宙科学拳法・電磁砲 우추카가쿠켄포 덴지포[*])를 구사하게 되었다. 고카이저의 파이널 웨이브에 쓰러진 후 거대화했으나, 결국 고카이저와 게키 비스트의 합동 공격으로 죽음을 당했다.[14] 파차카마크 13세의 목소리는 파차카마크 12세의 목소리를 연기했던 마스타니 야스노리(일본어: 増谷 康紀)가 연기했다.
- 스니크 브라더스 (Sneak Brothers, 일본어: スニークブラザーズ 스니쿠 부라자스[*]): 조그만 몸을 가진 형 엘더 (Elder, 일본어: エルダー 에루다[*])와 거대한 몸을 가진 동생 영거 (Younger, 일본어: ヤンガー 얀가[*])를 합쳐 "스니커 브라더스"라 부른다. 원래 가시에 둘러싸여 있는, 조그마한 붉은 빛깔의 공 모습을 한 우주인이었는데, 원래의 모습을 하고 있는 쪽이 엘더이며, 동생 영거는 전신을 강화하여 크기를 6배 정도 늘리는 개조 수술을 받았다. 인공적으로 만든 인형 형태의 전투 보디에 기생하여 생활한다. 다마라스는 월즈 길에게 알리지 않은 채 스니크 브라더스를 파견하여, 고카이저의 목적을 찾아내도록 했으며, 스니크 브라더스는 고카이 갤리온에 잠입해 임무를 성공시키지만, 엘더는 고카이 배트에 쓰러지고 영거는 데카 고카이오에 죽음을 당했다.[15] 엘더의 목소리는 치바 시게루(일본어: 千葉 繁)가, 영거의 목소리는 히야마 노부유키(일본어: 檜山 修之)가 연기했다.
- 바우저 (Bowser, 일본어: バウザー 바우자[*]): 개과 동물의 엄니와 근육을 가지고 있으며, 빠른 속도로 움직이며, 강력한 힘을 가진 수렵 우주인이었다. 사지의 근육을 강화하고, 다리에 서스펜션 장치를, 손에는 강력한 손톱을 장착하는 개조 수술을 받아, 맹렬한 속도로 적 주변을 움직이며 공격할 수 있게 되었다. 고카이저보다 먼저 슈퍼 전대의 "거대한 힘"을 빼앗기 위해 출격했으나, 가오 고카이오에게 죽음을 당했다.[16] 바우저의 목소리는 사카이 케이코(일본어: 酒井 敬幸)가 연기했다.
- 요크바리드 (Yokubareed, 일본어: ヨクバリード 요쿠바리도[*]): 두뇌가 크게 발달하여 여러 가지 내기에 능숙한 우주인으로, 뇌를 강화하여 여섯번째 감각을 탐지하는 "제6감뇌" (일본어: 第六感脳 다이로쿠칸노[*])를 장착하는 개조 수술을 받아, 시각과 청각을 뛰어넘은 초감각으로 상대의 움직임과 생각을 읽어낼 수 있게 되었다. 잔갸크의 전함에 침투한 조와 루카의 정체를 알아내 고카이저를 공격하지만, 결국 가오 고카이오에게 죽음을 당했다.[17] 요크바리드의 목소리는 시라토리 테츠(일본어: 白鳥 哲)가 연기했다.
- 데라츠에이거 (Delzeiger, 일본어: デラツエイガー 데라츠에이가[*], 11화 ~ 12화): 잔갸크 황제 직속 친위대의 대장으로, 황태자이자 사령관인 월즈 길에게 충성을 바치라는 명령을 받고 기간트 호스에 찾아왔다. 팔에서 나오는 괴력으로 매우 무거운 칼을 휘둘러 싸우는 우주인으로, 팔을 강화하여 "초월호완근육" (일본어: 超越豪腕筋肉 초에츠 고완킨니쿠[*])을 부착하는 개조 수술을 받았다. 기계화를 통해 더욱 강력해진 힘으로 엔진을 탑재한 커스텀소드를 휘두른다. 월즈 길, 특무사관 바리조그와 함께 지구를 침공하여 고카이저를 쓰러뜨리지만, 월즈 길이 마벨러스가 쏜 총에 맞자 바리조그와 함께 월즈 길을 호위하며 일단 후퇴한다.[18] 데라츠에이거의 목소리는 나카무라 유이치(일본어: 中村 悠一)가 연기했다.